# Самозлєйське городище
Самозлєйське городище, Мамолаєвське городище — археологічна пам'ятка 2-го тисячоліття до н. е. — 2-ї половини 1-го тисячоліття н. е. у села Самозлєйка Ковилкинського району Мордовії.

## Дослідження
Городище досліджували А. Є. Аліхова у 1961 році та О. В. Циркін у 1966 році.

## Городище
Відомо також під назвою Мамолаєевське городище. Розташоване на високому мисі. Зі східної, польової сторони городище укріплене валом висотою 2,5 м й ровом. Невеликий вал висотою 50—70 см зберігся уздовж південного краю майданчика городища.

## Інвентар
Найстародавніші знахідки — уламки глиняного посуду з орнаментом, належать до бронзової доби.
Шар залізної доби характеризується побутом й господарською діяльністю племен городецької культури. Виявлено фрагменти глиняного гладкостінного, з текстильними й матними (рогожковими) відбитками посуду,
- кістяні наконечники стріл, гарпуни, проколка з твариноподібним навершком, залізні ножі, кістки домашніх й диких тварин тощо.

Пізній період Самозлєйського городища відноситься до давньомордовського. Виявлені кераміка, бронзова сюлгама 6—7 сторіччя та інше.